# Jannarelly Design-1
La Jannarelly Design-1 (ou Design One) est le premier véhicule produit par le constructeur automobile français Jannarelly à partir de 2016.

## Présentation
La Design-1 est un roadster à moteur central arrière et roues arrière motrices. Elle est construite à Dubaï par le constructeur français Jannarelly et sa production est limitée à 499 exemplaires.

### Design
Son design s'apparente aux roadsters des années 1960 comme les AC Cobra ou la Ferrari 250 Testa Rossa

## Caractéristiques techniques

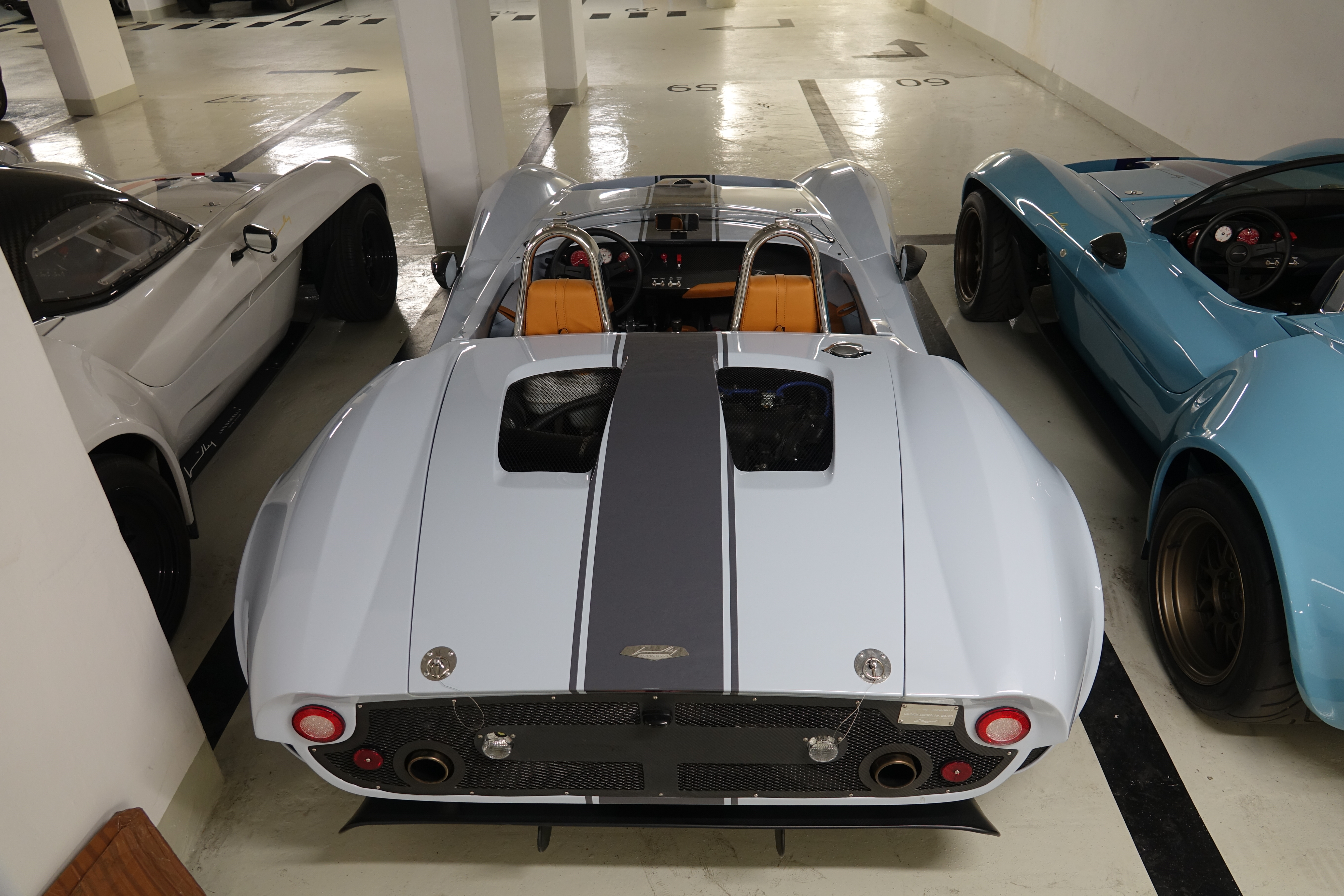
Jannarelly Design-1

Le roadster repose sur un châssis tubulaire en acier et aluminium, recouvert d'une carrosserie en fibre de carbone et/ou fibre de verre. La Jannarelly Design-1 peut recevoir un toit en dur amovible en carbone (peint ou en carbone apparent) pour transformer le roadster en coupé.
Les 3 versions disponibles sont :
- Trackday, roadster avec un simple saute-vent ;
- Lifestyle, roadster avec pare-brise ;
- Touring, roadster avec son hardtop.

### Motorisation
La Design-1 hérite de la dernière génération du moteur V6 3,5 L de la Nissan 350Z, fournissant 325 ch et 371 N m de couple.
|                       | Jannarelly Design-1                 |
| --------------------- | ----------------------------------- |
| Moteur                | V6 (Nissan VQ35DE)                  |
| Cylindrée             | 3 498 cm3                           |
| Alimentation          | Atmosphérique                       |
| Puissance maximale    | 325 ch (239 kW)                     |
| au régime de          | 6 800 tr/min                        |
| Couple maximal        | 371 N m                             |
| au régime de          | 4 800 tr/min                        |
| Boîte de vitesses     | Manuelle à 6 rapports               |
| Transmission          | Aux roues arrière (Propulsion)      |
| Vitesse maximale      | 220 km/h (limitée électroniquement) |
| 0-100 km/h            | 3,9 s                               |
| Consommation          | n.c.                                |
| Émissions de CO2      | n.c.                                |
| Masse à vide          | 850 kg                              |
| Capacité du réservoir | 55 L                                |

### Finitions

Options
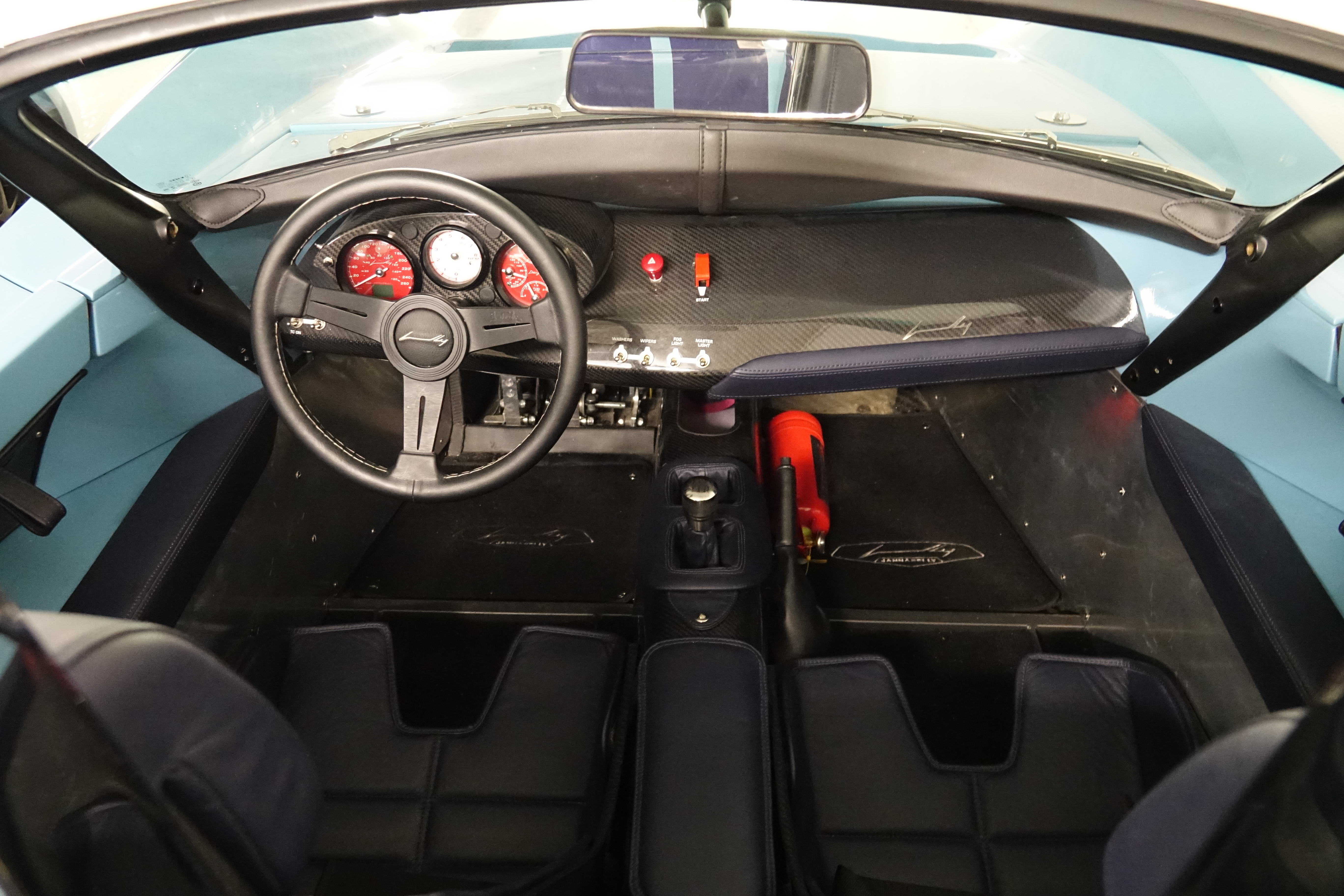
Pare-brise, arceaux noirs, cuir noir
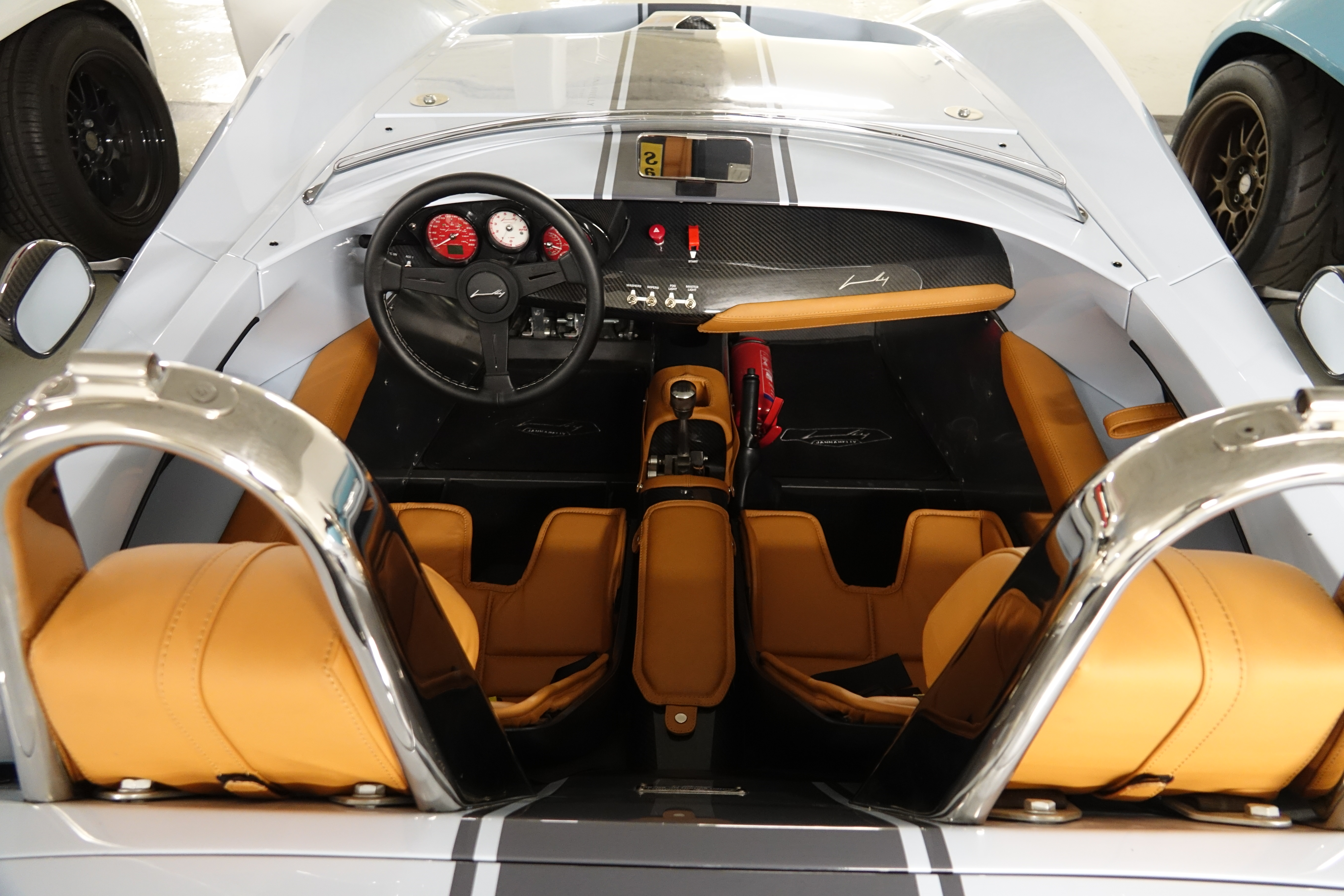
Saute-vent, arceaux chromés, cuir crème
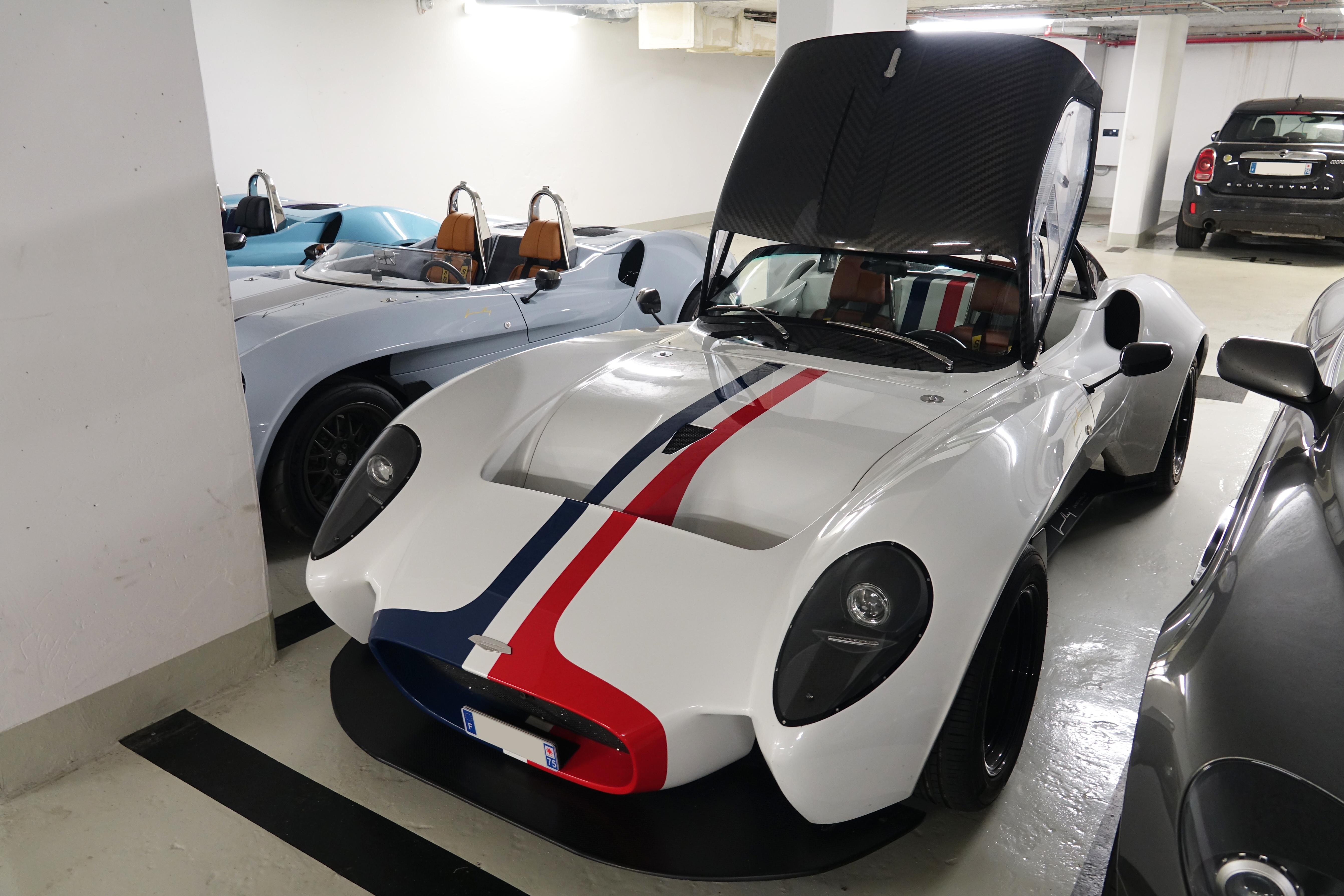
Toit amovible carbone

## Série spéciale

### Design-1 France
La Jannarelly Design-1 "France" célèbre la victoire de l'équipe de France de football lors de la finale de la Coupe du monde de Football 2018. Elle revêt une livrée blanche recouverte d'une ligne « bleu-blanc-rouge » en son centre.

Jannarelly Design-1 France
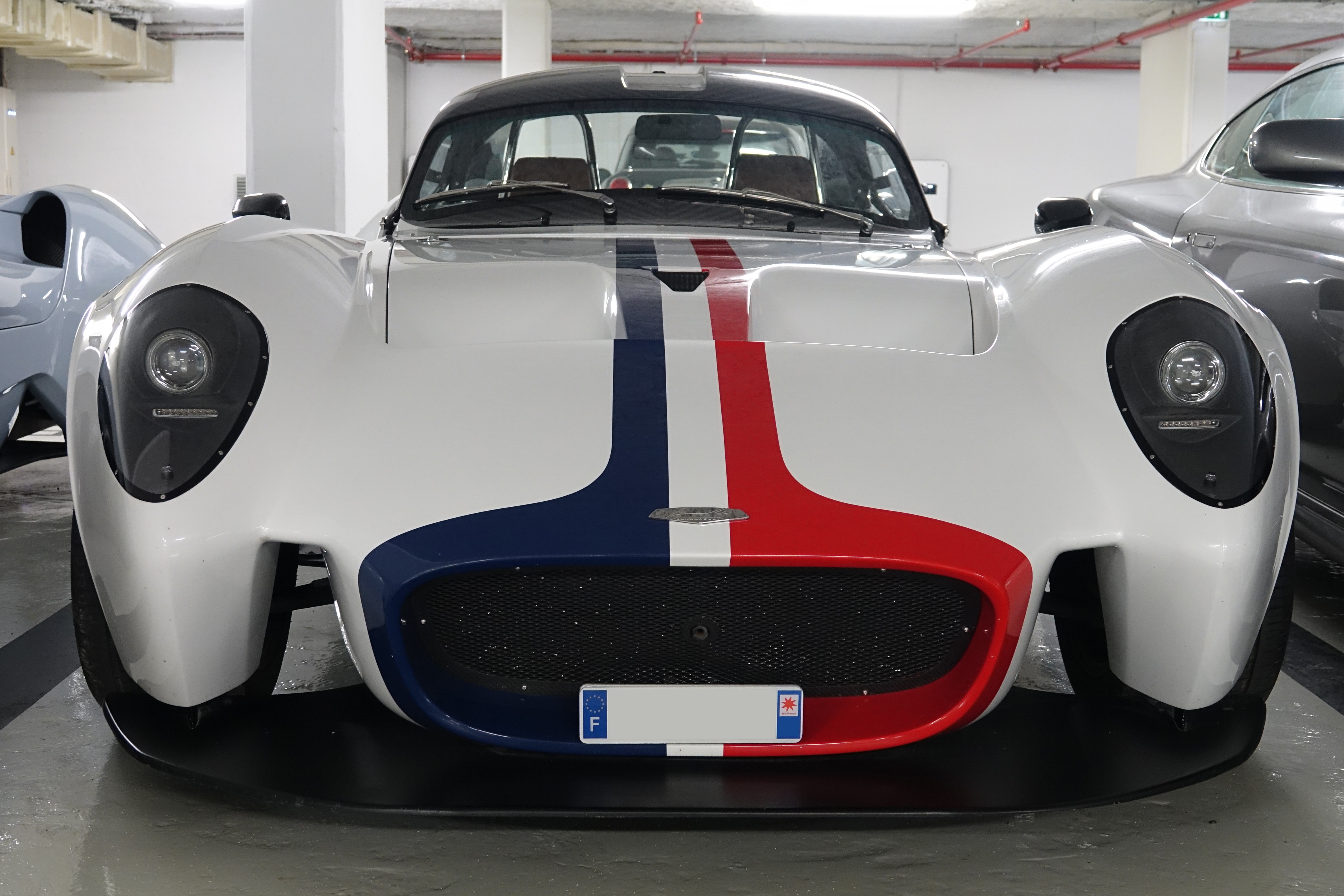
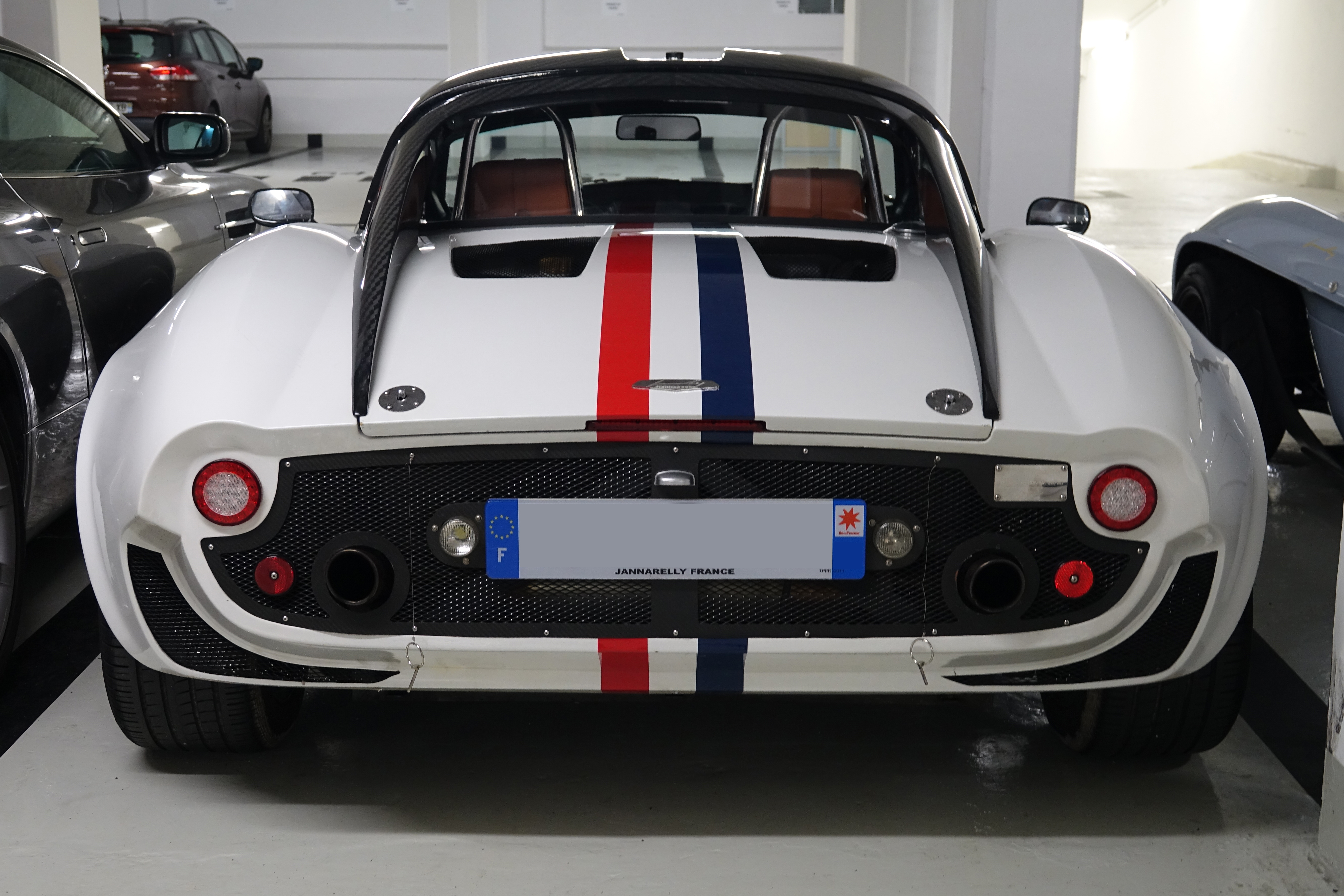
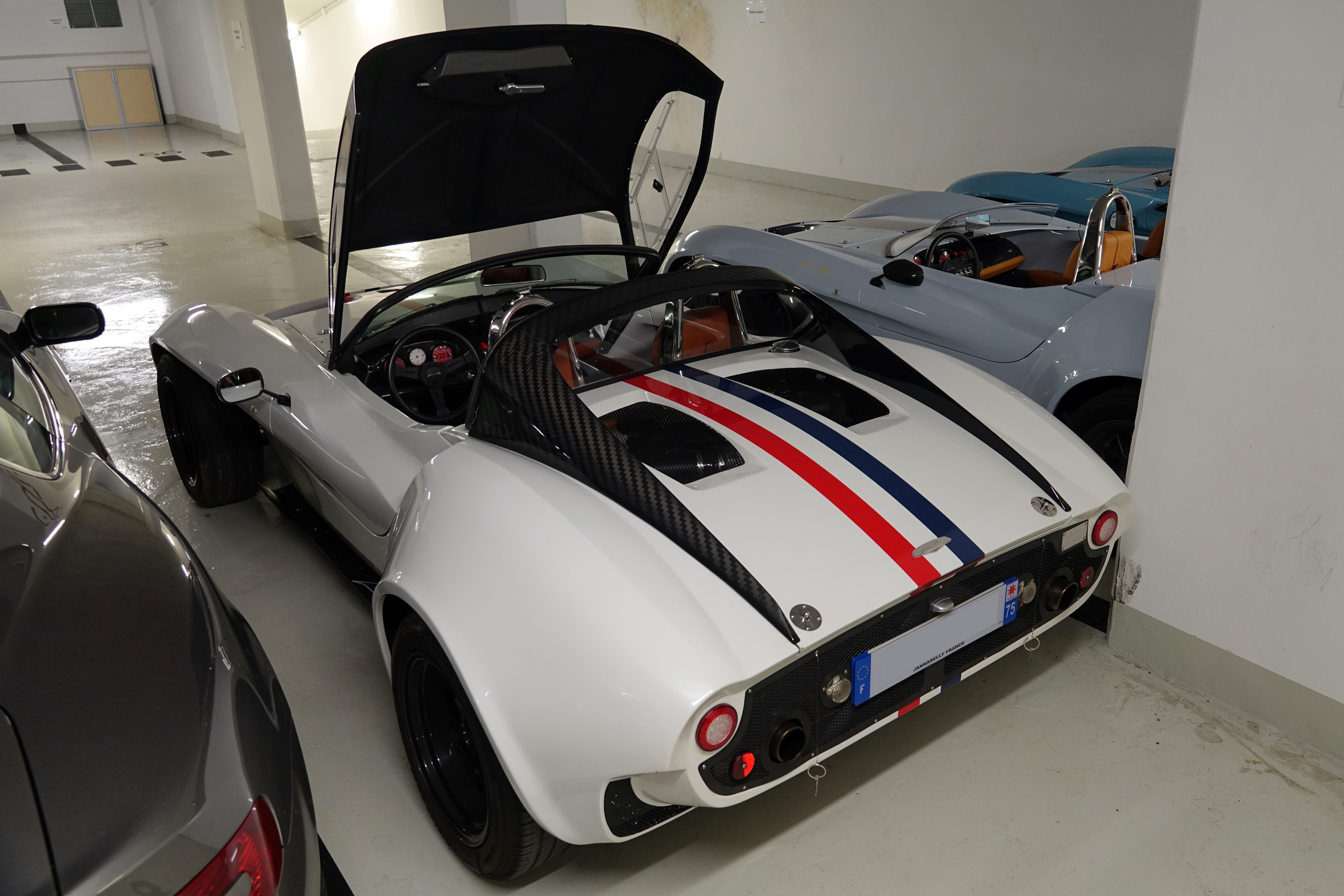